# 車扱貨物

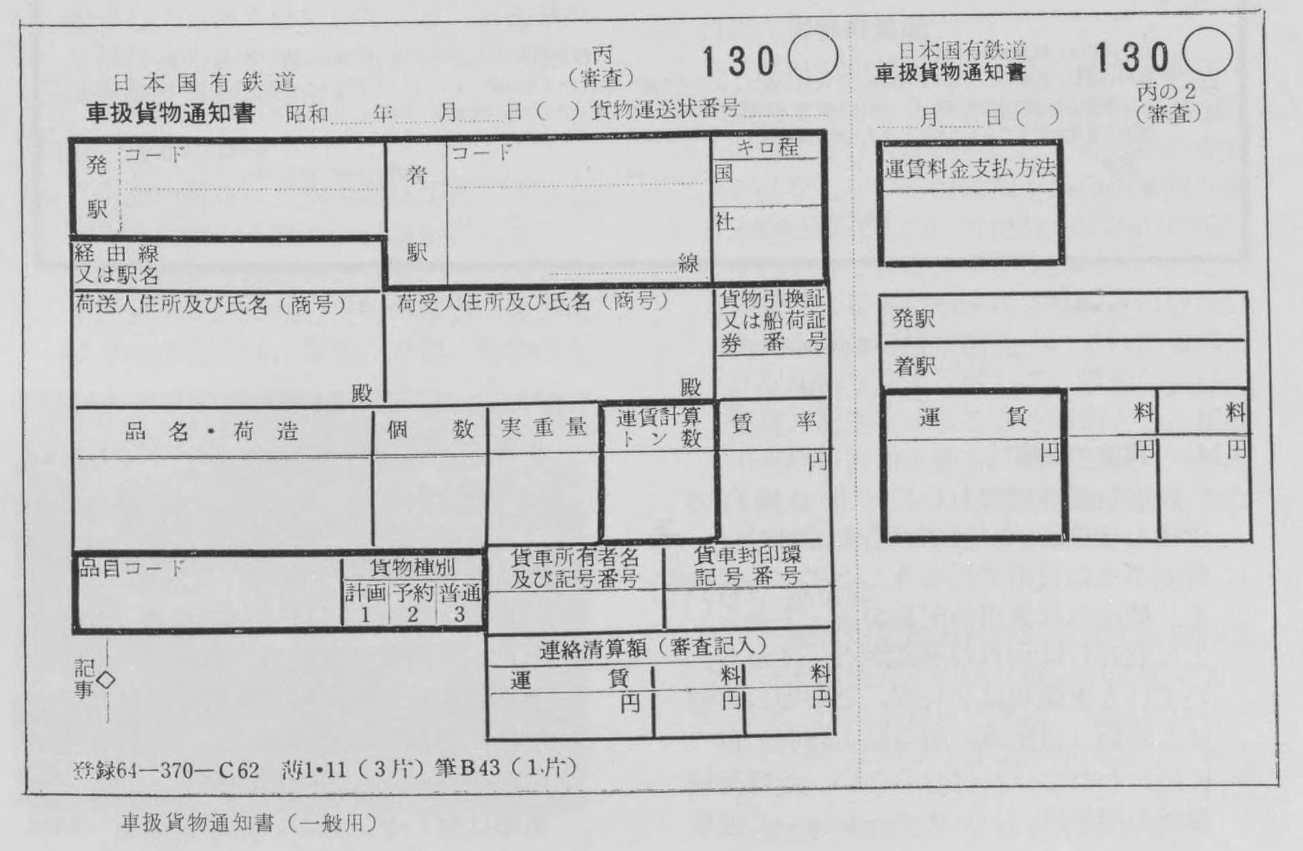
国鉄の車扱貨物通知書。貨物受託時に荷主に対して発行した

車扱貨物（しゃあつかいかもつ）は、日本貨物鉄道（JR貨物）やその前身である日本国有鉄道（国鉄）、臨海鉄道での、鉄道貨物輸送方式の一つ。貨車1両を単位とする輸送方式で、JR貨物・国鉄保有貨車や私有貨車を使用して貨物を輸送するものである。鉄道車両そのものを貨物とする甲種鉄道車両輸送も車扱貨物に含まれる。専用線発送車扱貨物と一般車扱貨物に分類される。
専用線発送車扱は、工場や倉庫に引込まれた専用線で荷役をするものである。石油・化学薬品・セメント・石炭輸送などは、大半がこれに当たる。この他にも、農産物は駅に隣接した農業倉庫で、海産物は漁港や魚市場の専用線で荷役を行い、ある程度の編成両数となった後、鉄道事業者に引渡されていた。
一方、一般車扱貨物は、駅に設けられた貨物ホームで、有蓋車等に貨物を積込むものである。

## 歴史
かつて車扱は日本の鉄道貨物輸送の主流であり、1980年代初頭までは大都市圏や都市圏を含む多くの駅や操車場に貨物用ホームが設置され、工場や港湾倉庫などの様々な施設へ続く専用線が数多く敷かれていた。しかし、トラックから貨車に荷を積み替える手間がかかることや、モータリゼーションの進展、情報化の遅れ、操車場で編成を組替えながら継送する輸送システムに起因する目的地までの到達時間の長さや到着時刻の不確定さ、さらには労働争議の影響から、1970年代後半には鉄道による貨物取扱量は激減していた。
その後、国鉄末期の1984年（昭和59年）2月1日ダイヤ改正で貨物輸送体型の大幅見直しと貨物列車のダイヤ整理を行ったことにに伴って、貨物はトラック輸送やコンテナ輸送に移っていき、それと同時に多くの駅で車扱貨物の取り扱いを廃止し、貨物駅での取扱も大幅に縮小された。ただし爆発物や毒物・劇物などトラック輸送が困難な荷物を発送する工場や、山間部や地方の港等道路が未整備でトラック流通が悪い地方都市や市町村の駅や工場等ではその後も車扱貨物輸送が中心であり、1990年代初頭まではこれらの市町村を中心に依然として貨物ホームや専用線もまだ数多く存在していた。それらも新たな高速道路や地域高規格道路（自動車専用道路）開通等、道路改善や輸送技術発達、流通システム向上で1990年代中頃 - 2000年代にかけて多くの車扱貨物が整理され、トラック輸送やコンテナ輸送に切り替えられて廃止された。
2022年（令和4年）現在も車扱貨物は残っている。現在の車扱輸送は石油や化学薬品、セメント、鉱石等、大量の荷物を一度に輸送するもの、及び鉄道車両そのものを貨物とする甲種輸送に限られ、その多くが専用線発送車扱である。しかし、物流システムの大きな進化や景気の悪化に加え、トラック、貨物船、コンテナでの輸送拡充等に圧され、また専用線の線路や施設、車両の老朽化等で専用線の維持に多額のコストが掛かっていることから、2010年代に入ってからも運行本数や輸送量を削減したり専用線自体を廃止してトラック輸送およびコンテナ輸送切り替える企業が増えており、車扱貨物発送量は年々減少しつつある。

## 輸送例
- 製油所から油槽所まで、タンク車を用いるガソリン等の輸送
- セメント工場から包装所まで、タンク車やホッパ車を用いるセメント輸送
- 鉱山から製鉄所までの石灰石輸送
- 大物車を使用する変圧器輸送
- 甲種車両輸送
- トラックやタンクローリーを貨車に載せて輸送するピギーバック輸送 - 日本国内におけるピギーバック輸送は平成12年に廃止された。
- 製紙工場から倉庫まで、有蓋車を用いる紙輸送
  - 有蓋車を用いた紙輸送は平成24年に廃止されて、以降はコンテナ車を用いている。鉄道コンテナでの輸送は車扱貨物に必要な専用鉄道が不要になるため、近年は専用鉄道の廃線が相次いでいる。
- 炭鉱から港までの石炭輸送は2020年（令和2年）3月までに全て廃止された

## 輸送量
JR貨物の車扱貨物の輸送量（2006〈平成18〉年度）は約1,343万トンで、貨物輸送量の合計の37 %を占める。1987（昭和62）年度の輸送量はコンテナ貨物を上回る75 %を占めていたが、1998年（平成10年）4月にコンテナ貨物が車扱貨物を初めて上回った。また、コンテナ貨物の輸送量は徐々に増加しているが、車扱貨物の輸送量は減少しつつある。
輸送品目の63 %を占めるのは石油である。次いで、鉄道車両（返却される私有貨車を含む）11 %、セメント7 %、石灰石6 %、化学薬品4 %、紙・パルプ3 %と続く。かつて、セメント・石灰石・石油・石炭は「4セ」と呼ばれ、車扱貨物輸送の得意分野となっていた。